# Antonio Flores de Lemus
Antonio Flores de Lemus (Jaén, 14 de junio de 1876-Madrid, 21 de marzo de 1941) fue un economista y político español.

## Biografía
Nace el 14 de junio de 1876 en Jaén, aunque cursó sus estudios universitarios de Derecho a caballo entre las universidades de Granada y de Oviedo, complementando esa formación en el extranjero, en Tubinga y Berlín. Fue catedrático de Economía Política en las universidades de Barcelona (1904) y Madrid (1920), además de ocupar diversos cargos para el Ministerio de Hacienda.
Su papel como economista se enmarca dentro del positivismo. Trató de estudiar el funcionamiento de la economía española, y publicó diversas obras al respecto acerca de la agricultura como motor de la economía.
También fue un destacado miembro de la vida política española. En opinión de Juan Velarde Fuertes «su postura política era la de un conservador, bastante poco liberal, que se va a sentir cómodo, y prácticamente correligionario, con Maura [...] e incluso con Primo de Rivera [...] tenía un claro entusiasmo por el despotismo ilustrado, admiración por el estilo burocrático y militarista de Prusia, y también siempre estuvo dispuesto a favorecer el desarrollo de políticas sociales —fue, pues, un socialista de cátedra—, y sin duda alguna, además, era persona de catolicismo acendrado». Colaboró tanto con la dictadura de Primo de Rivera —llegó a ser miembro de la Asamblea Nacional Consultiva— como con la Segunda República Española, siempre en temas relacionados con la economía; así, con la implantación del patrón oro en España, para lo cual redactó un dictamen basado —por primera vez en la historia de la ciencia económica— en un modelo econométrico que explicaba el comportamiento del conjunto de la economía de España. Falleció el 21 de marzo de 1941 en Madrid.

## Obras
- La reforma arancelaria, consideraciones y materiales (1905)
- Sobre una dirección fundamental de la producción rural española (1926)
- Sobre el problema económico de España (1928)
- Dictamen de la Comisión para el Estudio de la Implantación del Patrón Oro (1929)